# 宇賀神
宇賀神（日语：宇賀神），是日本中世以降信仰的神，可能出自不明的蛇神或者外來神祇。

## 概要
一般認為神名裡的「宇賀」源自日本神話的宇迦之御魂神，並視為同一神。不過，兩者除名字外缺乏共通性；另有以佛教術語「布施」意味的說法。神像造型為人首、蜷曲蛇身，頭部則是老翁或女性不一，亦有認為宇賀神是蛇神、龍神的化身。

## 與辯才天的關係
比叡山延曆寺（天台宗）的神學將佛教辯才天與神道宇賀神合一，小小的宇賀神坐在辯才天頭頂並大多添加鳥居，稱為「宇賀辯才（辨財）天」（亦稱「宇賀神将」或「宇賀神王」），或者辯才天套用人首蜷曲蛇身形象。然而由於出身不明，也有宇賀神是在神佛習合中被造作出來的見解。
日本鎌倉市的錢洗辨財天宇賀福神社至今仍供奉市杵島姬命、辨財天和宇賀神。

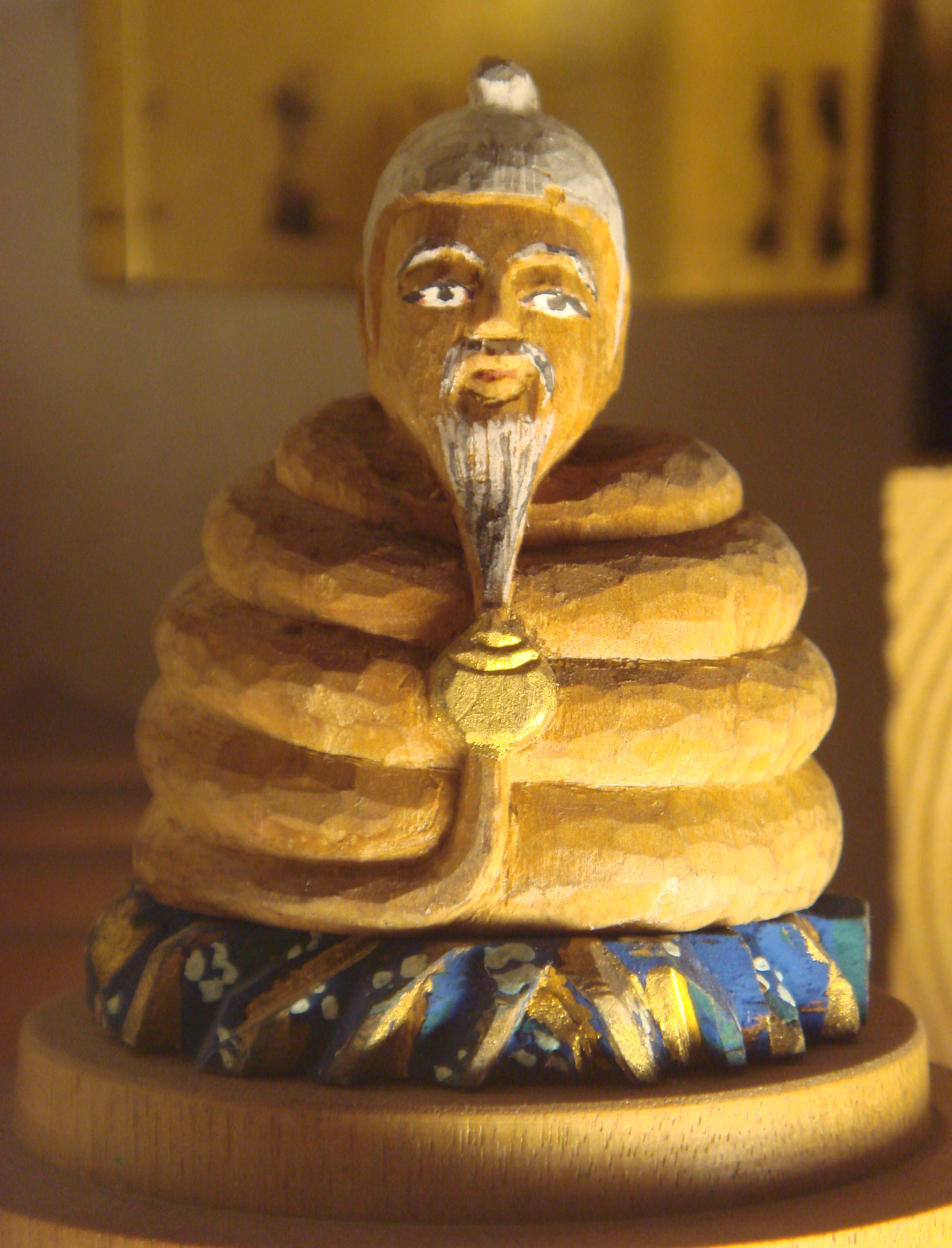
翁面宇賀神
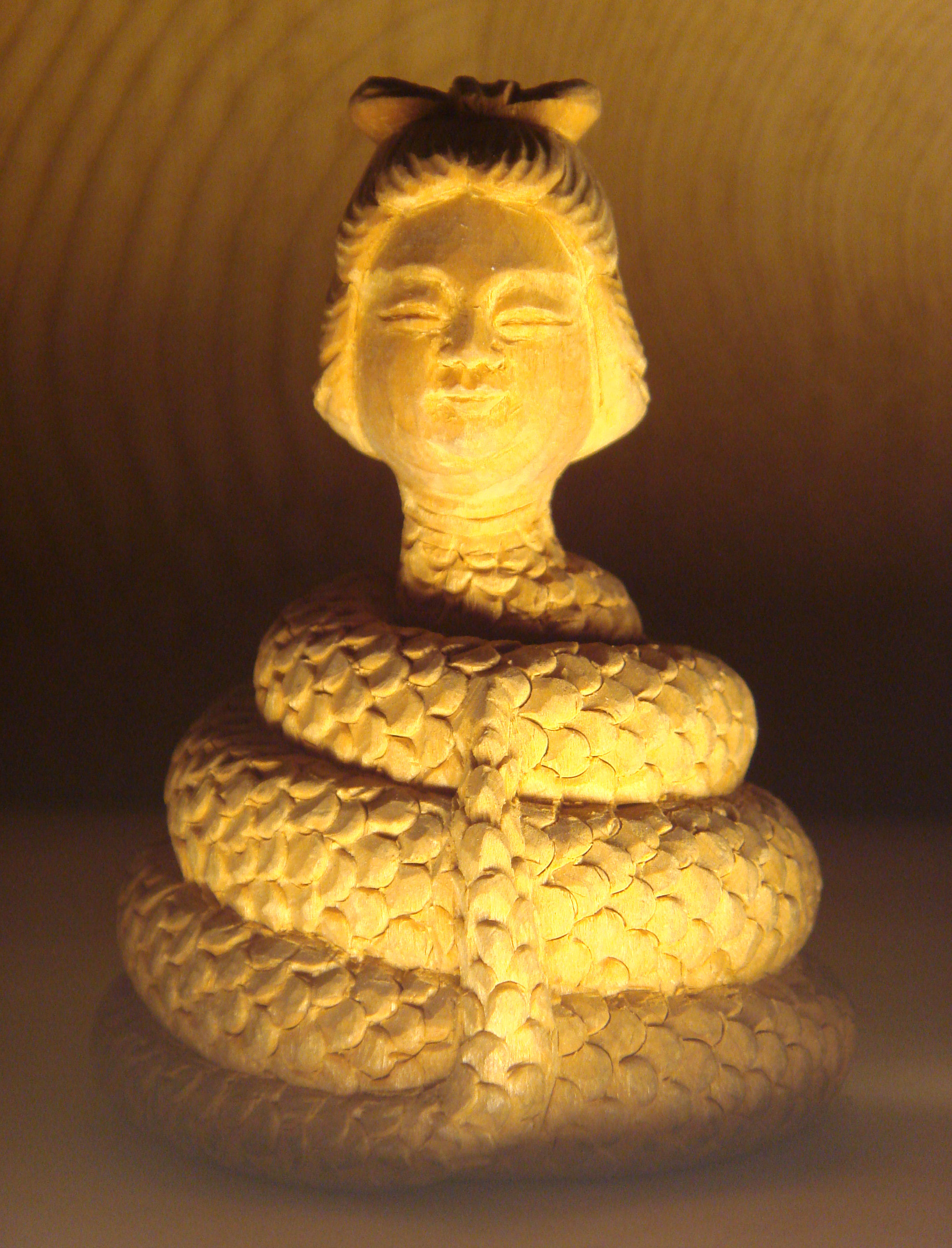
女面宇賀神
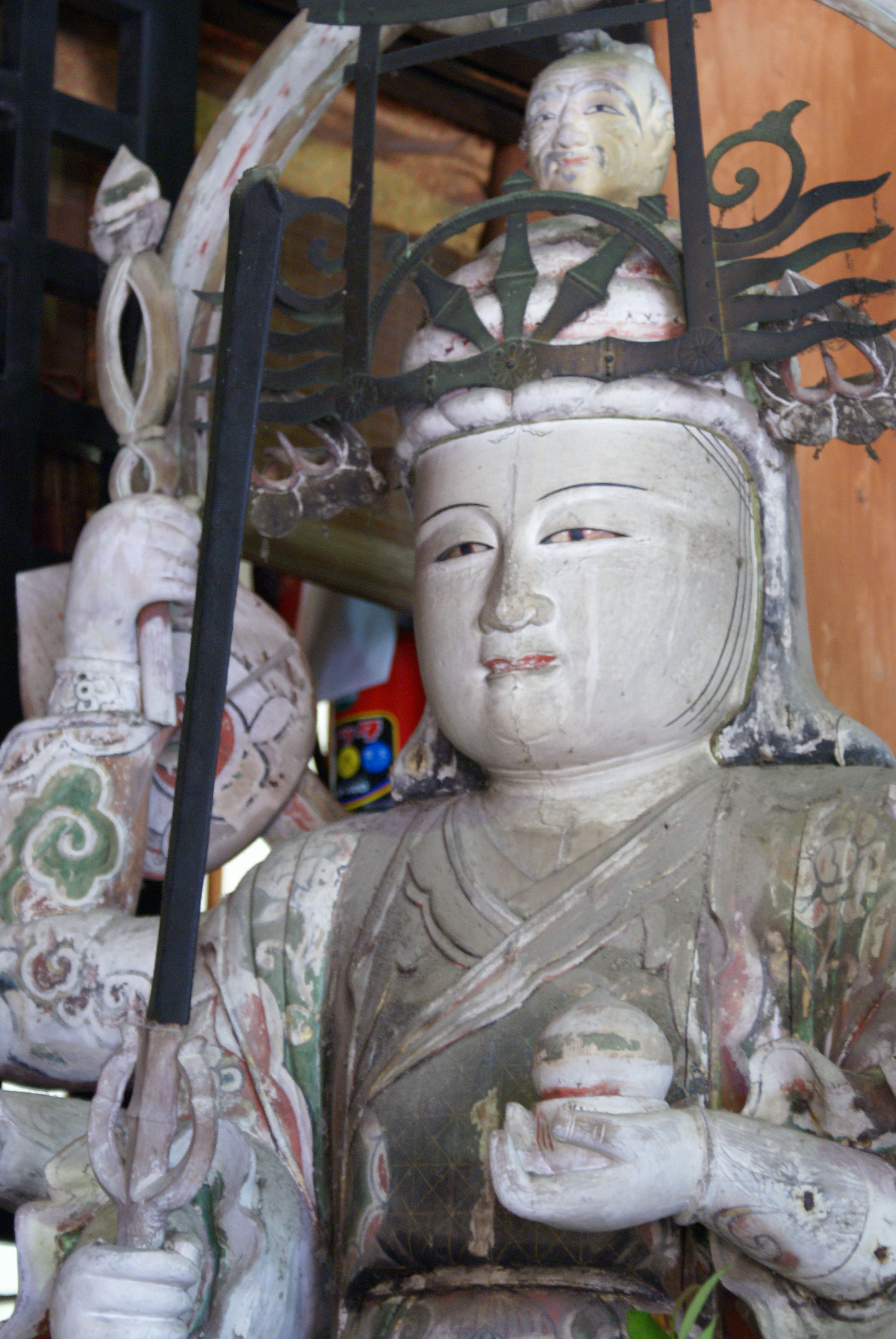
宇賀辯才（辨財）天座像，寶嚴寺藏。頂上有宇賀神及鳥居